# 연방최고법원

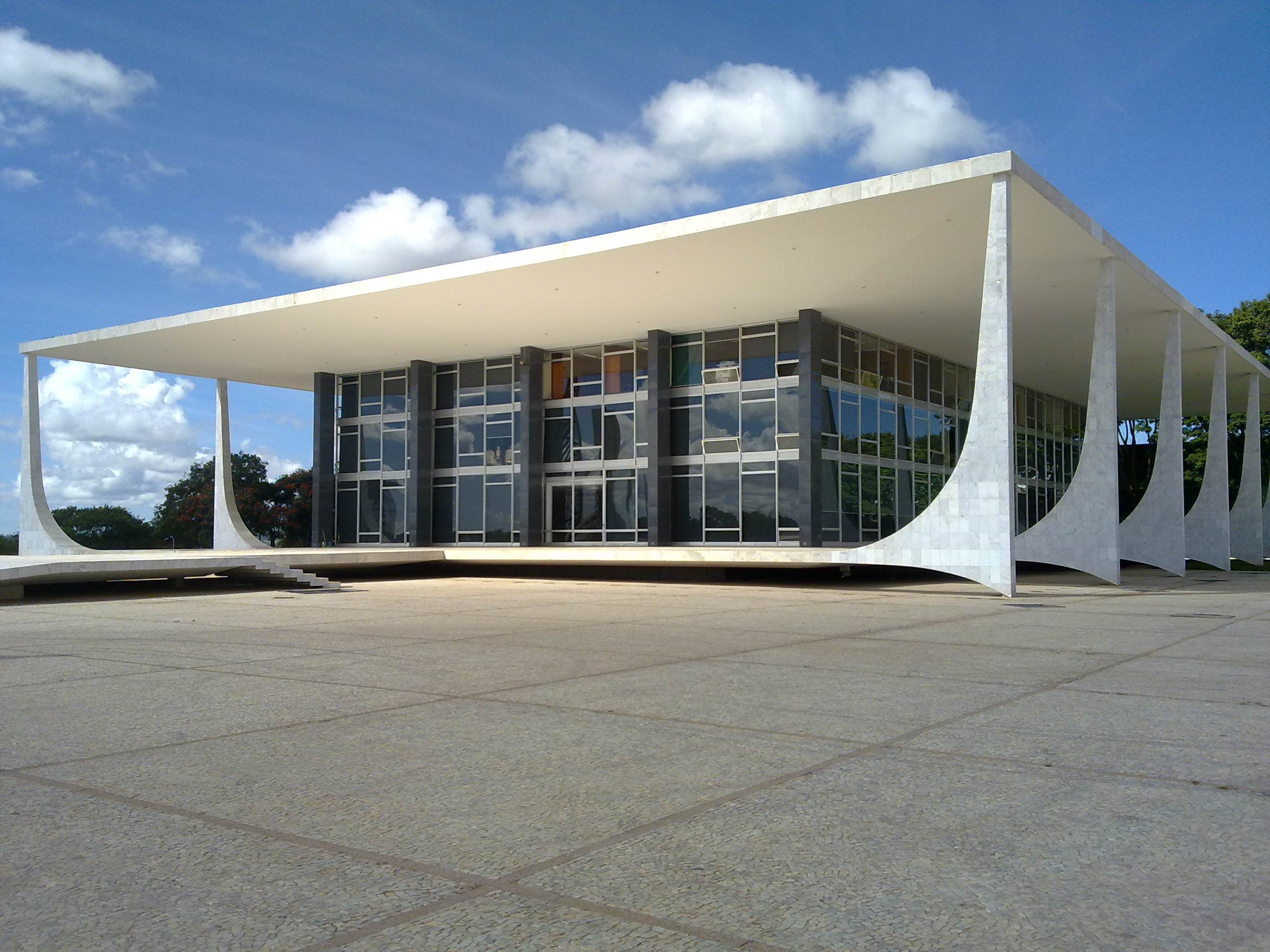

연방최고법원(聯邦最高法院, 포르투갈어: Supremo Tribunal Federal, [suˈpɾẽmu tɾibuˈnaw fedeˈɾaw], 약칭 STF)은 브라질의 최고 법원으로, 주로 국가의 헌법재판소 역할을 한다. 헌법 문제를 담당하는 브라질 최고 법원이며 해당 판결에 대해 항소할 수 없다. 연방법과 관련하여 전적으로 비헌법적인 문제와 관련된 사건의 최고 법원은 원칙적으로 고등법원이다.

## 갤러리

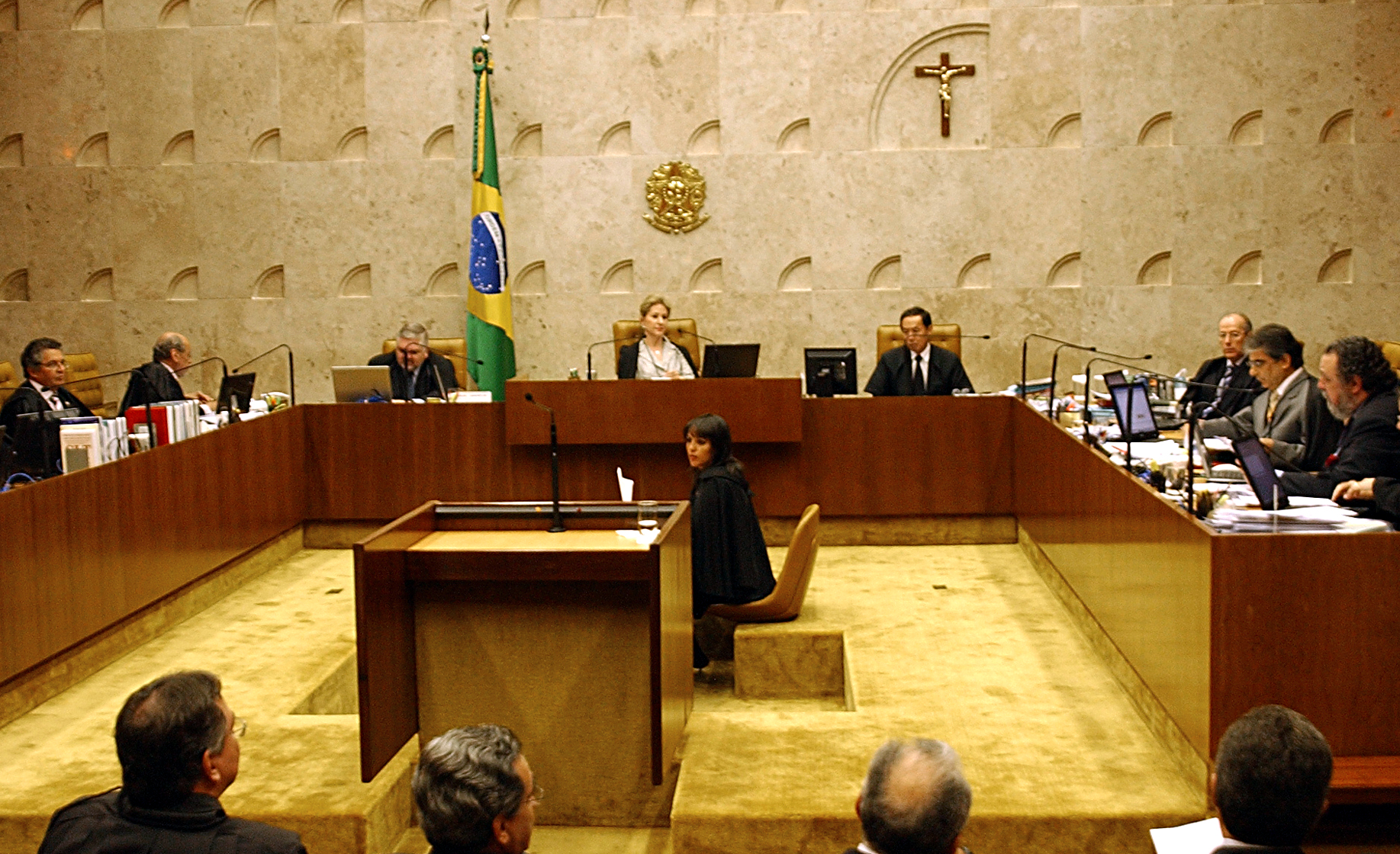
최고법원의 재판 중인 모습
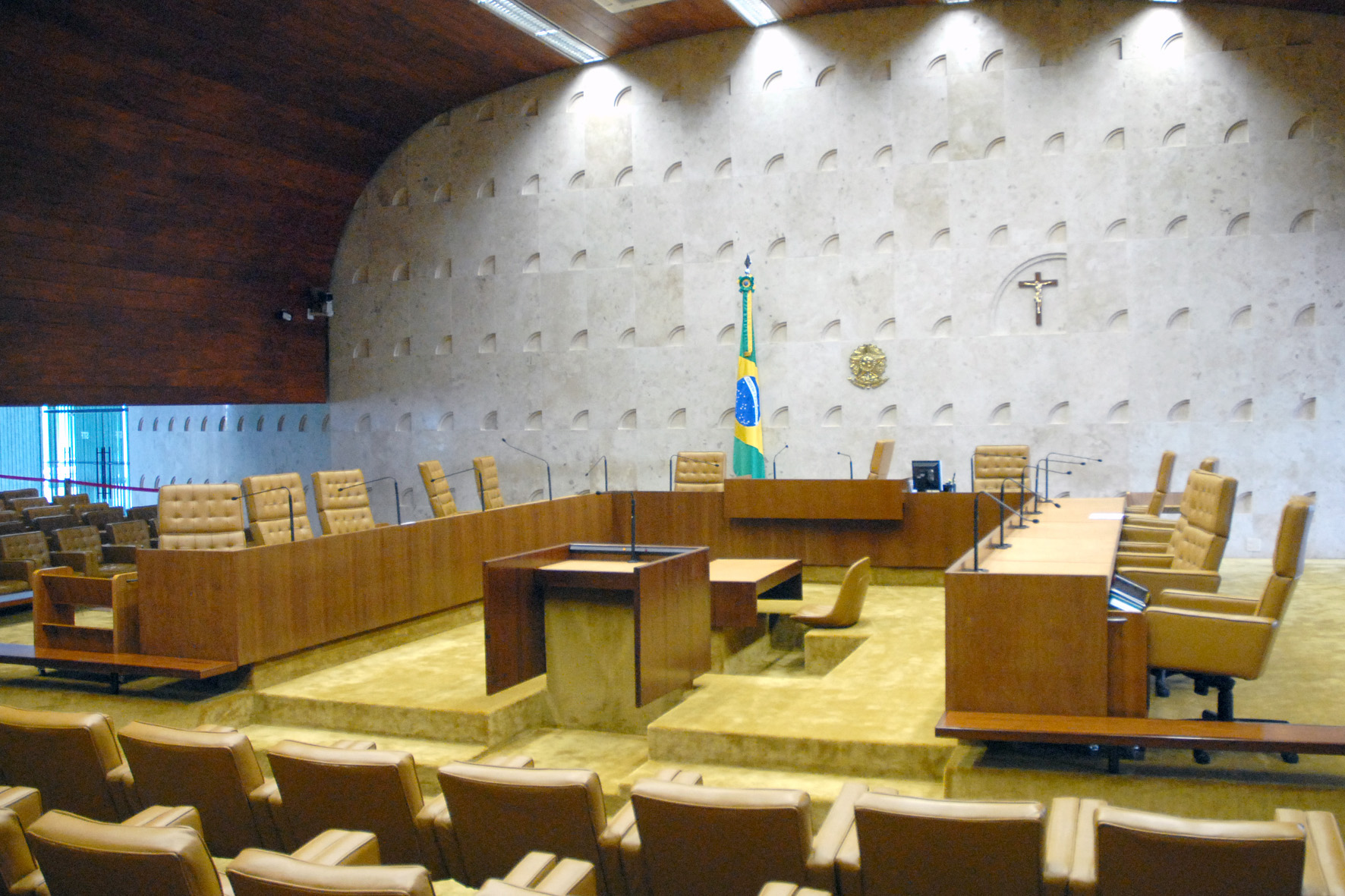
법정
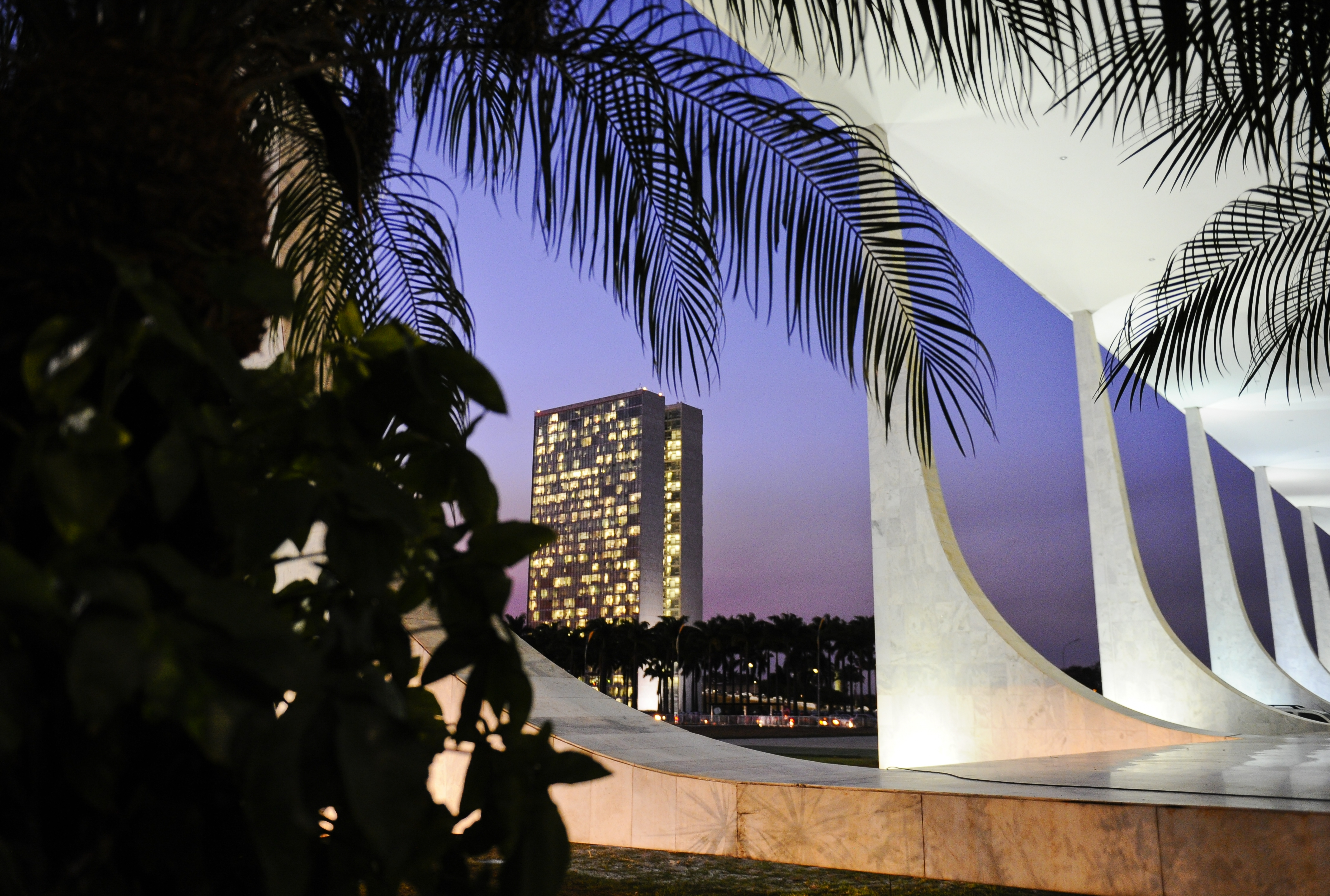
야간 모습
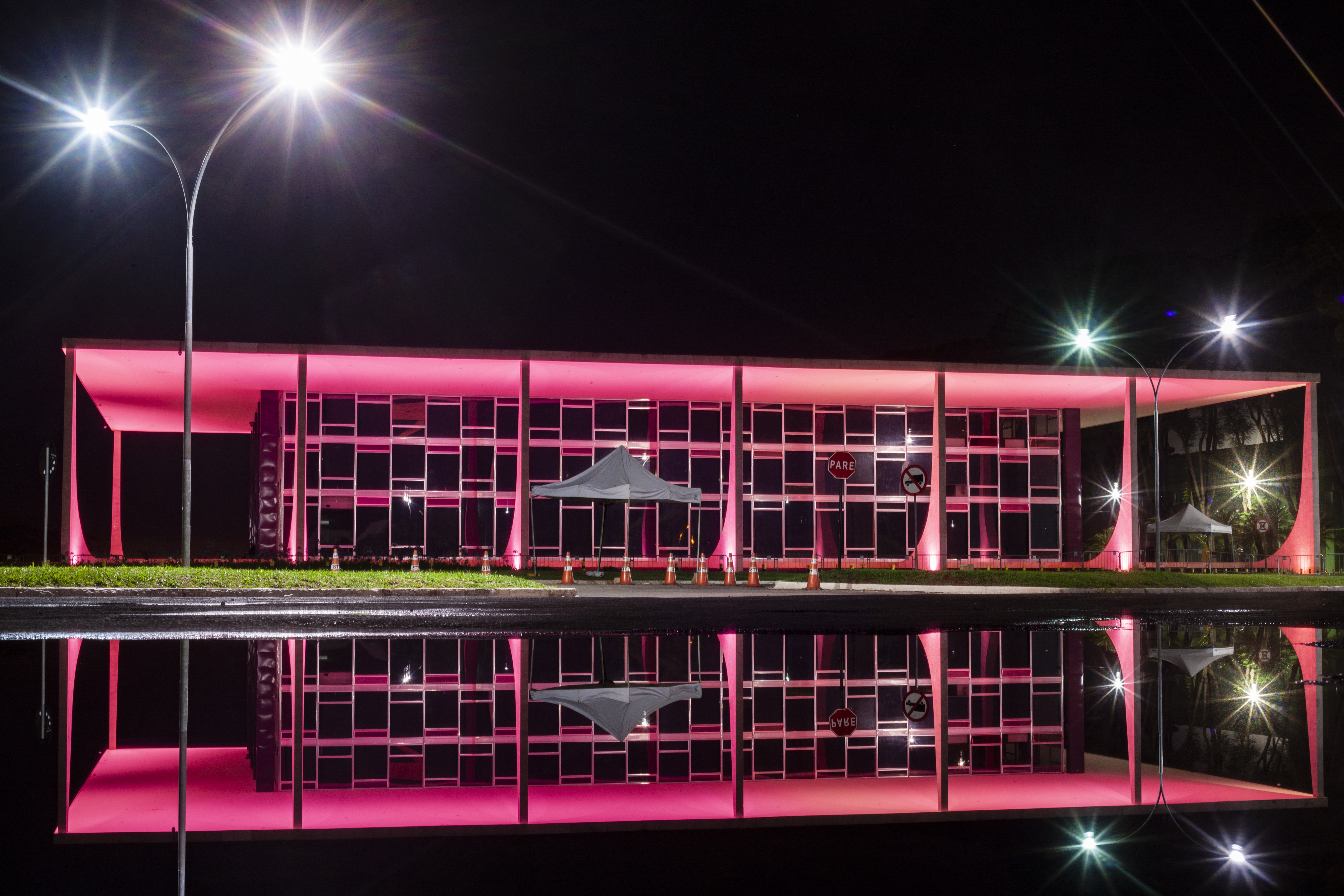
고등법원은 2020년 10월 29일 유방암 인식의 달을 맞아 분홍색으로 불을 밝혔다.